# Casa Sila del carrer Major
La Casa Sila del carrer Major és una obra de Maials (Segrià) inclosa a l'Inventari del Patrimoni Arquitectònic de Catalunya.

## Descripció
Gran casa de cantonada de planta baixa, dos pisos i golfa feta en rècia fàbrica. Façana conjuntada amb força compositiva. Dos arcs amplis de mig punt - com una mena de galeria - la rematen.